# Роберт Вільямс Вуд
Роберт Вільямс Вуд (англ. Robert Williams Wood; 2 травня 1868, Конкорд — 11 серпня 1955, Еймітівілл, штат Нью-Йорк) — американський фізик-експериментатор.

## Життєпис
Народився 2 травня 1868 року в Конкорді (штат Массачусетс, США). У молодості відвідав Москву, був на Нижегородському ярмарку, мандрував Транссибірською магістраллю. 1891 року закінчив Гарвардський університет. У 1901—1938 — професор університету Дж. Гопкінса в Балтиморі.
1907 року відірвався від науки, щоб створити «посібник з флорнітології для початківців», під назвою «Як відрізняти птахів від квітів».
1915 року спільно з Артуром Трейном опублікував науково-фантастичний роман «Людина, яка струснула Землю» (The Man Who Rocked the Earth).
У 1934 році Вуда обрано віце-президентом, а в 1935 — президентом Американського фізичного товариства.

## Науковий внесок
Основним полем інтересів Вуда була фізична оптика:
- відкрив і дослідив оптичний резонанс (1902)
- відкрив резонансне випромінювання пари ртуті в ультрафіолетовий ділянці
- відкрив і вивчив поляризацію резонансного випромінювання та її залежність від магнітного поля
- вперше виготовив телескоп із обертовим параболічним дзеркалом з рідкої ртуті, досліджував його переваги та обмеження
- вперше виготовив скляний світлофільтр, що пропускає ультрафіолетові промені і непрозорий для видимого світла — «скло Вуда»
- практично довів можливість створення дисторсувальних надширококутних об'єктивів[ru] з напівсферичним оглядом (1906)
- вперше зробив знімки Місяця в ультрафіолетовому світлі і показав, що найтемнішою в цій ділянці спектра є частина, названа плато Аристарх (1909)
- першим почав фотознімання в ультрафіолетовій та інфрачервоній ділянках спектра: його вважають «батьком» такої фотографії
- вперше сфотографував флуоресценцію під дією ультрафіолетового випромінювання
- сконструювавши «лампу Вуда», що випромінює тільки в ультрафіолетовому діапазоні
- виявив високу відбивну здатність зелених рослин при інфрачервоному зніманні - «ефект Вуда»
- вдосконалив дифракційну ґратку
- відкрив оптичний ефект дифракції, званий аномалією Вуда; перше пояснення надав Релей (1907), інтерпретацію з точки зору поверхневих плазмових поляритонів надав У. Фано (1941)
- дослідив ультразвукові коливання і їх вплив на рідкі й тверді тіла

Поширена помилка, що Роберт Вуд винайшов так званий сплав Вуда з низькою температурою плавлення (на що могла вплинути і згадка розіграшу зі сплавом у його біографії за авторством В. Сібрука), проте насправді сплав винайшов ще до народження майбутнього фізика його однофамілець, американський дантист Барнабас Вуд.
Брав участь як експерт-криміналіст у низці розслідувань, зокрема, в розслідуванні вибуху на Волл-стріт 1920 року.

## Почесні звання та ступені
- Доктор права (LL.D.) Університету Кларка
- Доктор права (LL.D.) Бірмінгемського університету, Велика Британія
- Доктор права (LL.D.) Единбурзького університету, Велика Британія
- Доктор філософії (Ph.D.) Берлінського університету
- іноземний член Лондонського королівського товариства (1919)
- почесний член Лондонського оптичного товариства
- член-кореспондент Геттінгенської Королівської академії
- іноземний член Академії Лінчі, Рим
- іноземний почесний член Академії наук СРСР (1930)
- член Національної академії наук США (1912)
- член Американської академії мистецтв і наук
- член Філософського товариства
- член Фізичного товариства
- почесний член Королівського інституту, Лондон
- почесний член Лондонського фізичного товариства
- іноземний член Шведської королівської академії
- іноземний член Індійської Асоціації Наук

## Нагороди
- Медаль Королівського товариства мистецтв за використання дифракції у фотографії (1899)
- Медаль Джона Скотта Інституту Франкліна за роботи з дифракції у кольоровій фотографії (1908)
- Премія Румфорда Американської академії мистецтв і наук за дослідження оптичних властивостей пари металів (1909)
- Медаль Дж. Трейла Тейлора за розвиток фотографії у невидимих променях (1910)
- Медаль та премія Гатрі (1914)
- Медаль Маттеуччі за видатні досягнення в науці (1918)
- Медаль Фредеріка Айвза Американського оптичного товариства за внесок у фізичну оптику (1933)
- Медаль Румфорда Королівського товариства за роботи з фізичної оптики (1938)
- Медаль Генрі Дрейпера Національної академії наук США за внесок в астрофізику та спектроскопію (1940)

## Пам'ятні найменування
- Кратер Вуд на зворотному боці Місяця названо на його честь
- Премія Вуда